# Demi Lovato Live: Walmart Soundcheck
Demi Lovato: Live: Walmart Soundcheck CD+DVD es el primer álbum en vivo de la cantante Demi Lovato, es su tercer álbum lanzado bajo Hollywood Records.
El álbum fue grabado durante un concierto de su Summer Tour 2009.
Fue lanzado el 10 de noviembre de 2009 en los Estados Unidos solamente en Wal-Mart por $9.00.

## Contenido

### Disco 1
1. «Don't Forget»
2. «Get Back»
3. «Here We Go Again»
4. «La La Land»
5. «Remember December»
6. «Solo»

### Disco 2 (DVD) (canciones en directo)
1. «Don't Forget»
2. «Get Back»
3. «Here We Go Again»
4. «La La Land»
5. «Remember December»
6. «Solo»
7. Entrevista